# Juan Crisóstomo Torbado

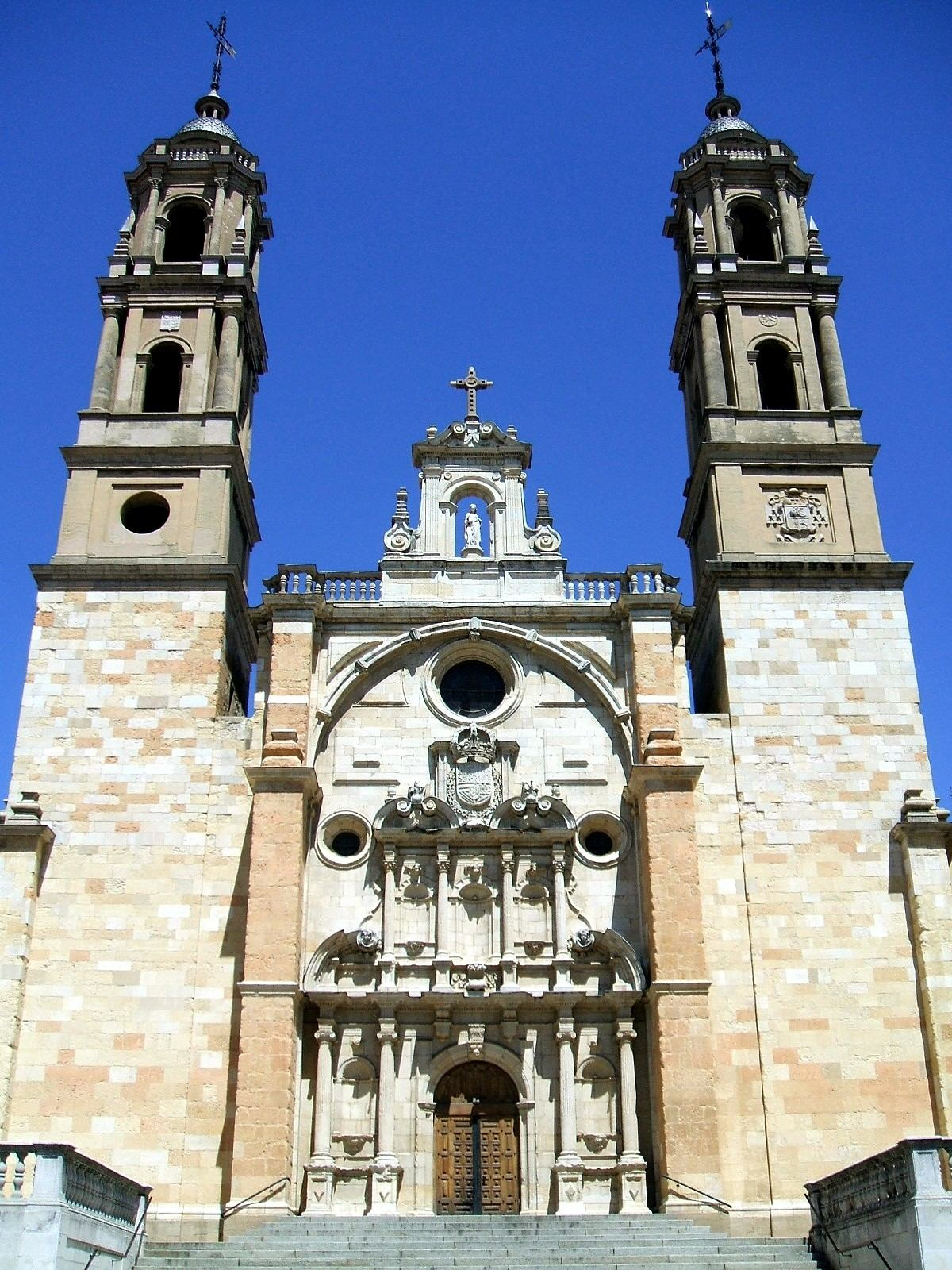
Iglesia de San Juan y San Pedro de Renueva en la ciudad de León (España), según diseño de Juan Crisóstomo Torbado

Juan Crisóstomo Torbado Flórez (Galleguillos de Campos, Sahagún, provincia de León, 28 de enero de 1867 - 1947), fue un arquitecto español que realizó a lo largo de su vida diferentes proyectos para la consolidación del patrimonio artístico de la ciudad de León en España, destacando en la faceta de restaurador de la Catedral de León. Gracias a su labor pudieron salvarse del derribo algunas construcciones hoy consideradas bienes de interés cultural del patrimonio histórico de España, como la Iglesia de San Salvador de Palat del Rey. Entre sus obras originales se encuentra el diseño de la Iglesia de San Juan y San Pedro de Renueva en León, de estilo neorrenacentista. Fue autor de varias publicaciones, entre ellas La Catedral de León publicada en 1928 y reeditada en 1940 y 2003. Su labor de restauración fue continuada por su hijo, el también arquitecto Juan Torbado Franco (1901). . Juan Crisóstomo era hermano de Candelas Torbado Flórez, que estaba casada con el médico y político republicano de Sahagún Emiliano Llamas Bustamante, suegro del matemático José del Corral y Herrero.